# شينيا إيتشيكاوا
شينيا إيتشيكاوا (باليابانية: 市川 慎也) (19 يناير 1982 في إيباراكي في اليابان – )؛ هو لاعب كرة قدم سابق كان يلعب كلاعب وسط.